# Азиний Квадрат
Азиний Квадрат (на латински: Asinius Quadratus; fl. 248 г.) е на гръцки пишещ римски историк от 3 век по време на кризата на Римската империя.
Произлиза вероятно от италийска сенаторска фамилия. Син е на Гай Юлий Азиний Квадрат (fl. 248 г.). Внук е на Гай Юлий Азиний Никомах (* 135) и съпругата му и братовчедка Юлия Квадратила (* 145 г.), която е роднина на Гай Азиний Полион II. Племенник е на Гай Азиний Руф (* 160 г.) и Гай Азиний Квадрат Протим (* 165 г., проконсул на провинция Ахая през 211 или 220 г.).
Азиний Квадрат пише на гръцки Chilieteris (Χιλιετηρίς), една 1000-години-история в 15 книги в чест на милениума на Рим („Millennium“) и е вероятно до 248 г. Пише и Parthika в 9 книги за войните против партите. Произведенията му са се загубили, но Азиний Квадрат се споменава през 400 г. в Historia Augusta. Агатий използва през 6 век 1000-години-историята на Азиний Квадрат.